# Kippenoester
Kippenoesters zijn twee kleine, ronde stukjes zacht vlees op de rug van gevogelte - meer bepaald kip - in de buurt van de dij, in de holte aan de dorsale zijde van het iliumbot, net boven de aanhechting van de staart. De anatomische naam van de spier is iliotrochantericus caudalis.
In het Frans wordt dit deel van de vogel sot-l'y-laisse genoemd, wat zich ruwweg vertaalt naar de dwaas laat het daar, omdat ongeschoolde slagers het soms per ongeluk op het skelet achterlaten.

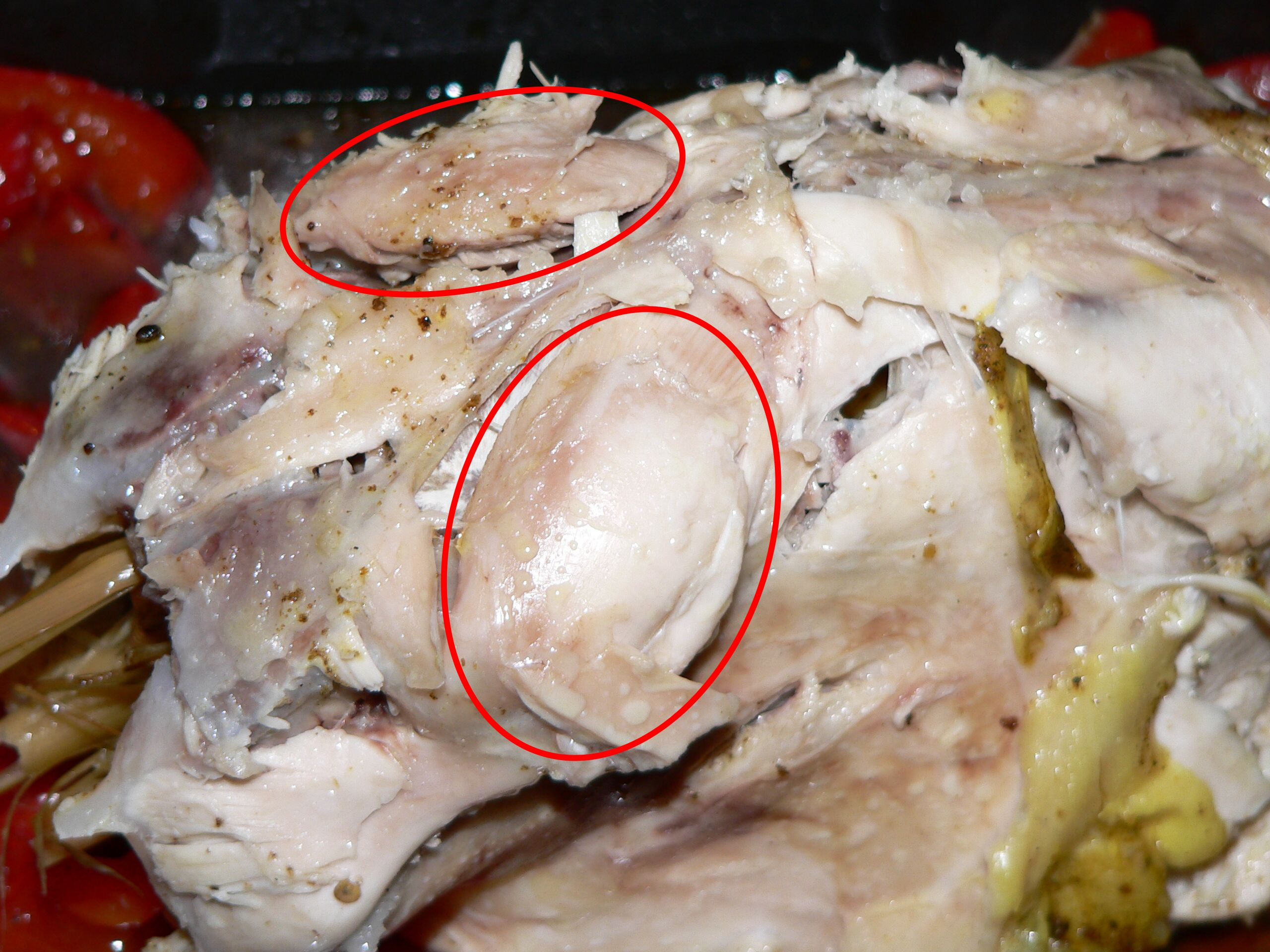
Gemakkelijk herkenbare kippenoesters bij een gebraden kip

In de klassieke Franse keuken worden ragoûts de sot l’y laisse onder meer gepresenteerd in een Bouchée a la Reine, een Vole au vent met kippenragout, bestaande uit kippenoesters. Een andere bereiding is een fricassee van sot l'y laisse in roomsaus met groenten, onder meer toegeschreven aan de streekkeuken van Lyonnais. De sot-l'y-laisse zou ook de gebruikte stukjes kippenvlees zijn in de kip Marengo. In de Aziatische keuken wordt specifiek dit kippenvlees soms gebruikt bij gerechten met kippenspiesjes.